# True Blood
True Blood er en amerikansk tv-serie skabt af Alan Ball. Serien er baseret på bogserien om Sookie Stackhouse skrevet af Charlaine Harris. Serien debuterede på HBO den 7. september 2008.
True Blood beskriver den sameksistens vampyrer og mennesker har i byen Bon Temps, en lille opdigtet by i sydstaten Louisiana. Serien tager sit udgangspunkt i Sookie Stackhouse (Anna Paquin), en telepatisk servitrice, som forelsker sig i vampyren Bill Compton (Stephen Moyer).
Anna Paquin vandt en Golden Globe for sin portrættering af Sookie i første sæson.

## Produktion

### Udviklingshistorie
Seriens skaber Alan Ball havde tidligere arbejdet med kabelkanalen HBO på Six Feet Under, der kørte i fem sæsoner. I oktober 2005 efter Six Feet Under serien stoppede, underskrev Ball en to-årig aftale med HBO om at udvikle og producere et oprindeligt program for netværket. True Blood blev det første projekt under aftalen, efter at Ball stiftede bekendtskab med Charlaine Harris Southern Vampire Mystery bøger. En dag, hvor Ball var kommet tidligt til en tandlæge aftale, fik Ball tiden til at gå ved at browse gennem Barnes & Noble boghandel og kom på forbi Dead Until Dark, den første bog i Harris bogserie. Han læste de bøger, der fulgte og blev interesseret i "bringe Harris vision til tv". Men Harris havde allerede to andre tilbud om tilpasnings muligheder for bøgerne. Hun sagde, at hun valgte at arbejde sammen med ham, fordi " Ball virkelig 'fangede' mig. Det var sådan han overbeviste mig om at arbejde med ham. Jeg følte bare, at han forstod hvad jeg gjorde med bøgerne."
Projektets time lange pilot blev ordret i takt med færdiggørelsen af ovennævnte udvikling aftale, og blev skrevet, instrueret og produceret af Ball.  Medvirkende Paquin, Kwanten og Trammell blev annonceret i februar 2007 og Moyer senere i april. piloten blev skudt i forsommeren 2007 og blev officielt ordret til serie i august, på hvilket tidspunkt Ball havde allerede skrevet adskillige flere episoder. Produktionen på serien begyndte senere det efterår, med Brook Kerr, der portrætter Tara Thornton i det oprindelige pilotprojekt, blive erstattet af Rutina Wesley. To episoder mere af serien var blevet filmet før Writers Guild of America-strejken i 2007 og 2008 lukkede produktionen af de 12 – episoder i første sæson indtil 2008. i september, efter kun de to første episoder af serien var blevet sendt, placerede HBO en ordre på en anden sæson af tolv episoder af serien, og produktionen begyndte i januar 2009 for en sommer premiere.

### Titelsekvens
True Bloods Emmy-nomineret titelsekvens blev skabt af Digital Kitchen, et produktion studie, der også er ansvarlig for at skabe titelsekvens til Six Feet Under og Showtimes Dexter. Rækkefølgen, der primært består af skildringer af seriens Deep South indstilling, bliver spillet til "Bad Things" af Jace Everett, men den oprindelige featurette blev skabt omkring Jennifer Herrema (RTX) sang "RadTimesXpress".

### Musik
Gary Calamar, der fører tilsyn med seriens musik, sagde, at hans mål for seriens lydspor er at skabe noget "swampy, bluesy og spooky", og at feature lokale Louisiana musikere. True Blood soundtrack album har to gange fået Calamar Grammy Award nomineringer.
Komponist Nathan Barr skrev den originale score til serien som feature cello, guitar, klaver og mundharmonika blandt andre instrumenter, som han alle spiller selv. Hovedtema sangen er "Bad Things" af countrymusik kunstner Jace Everett , fra hans 2005 debut.

Elektra / Atlantic Records udgav True Blood soundtracket den 19. maj 2009, samme dag som udgivelsen DVD og Blu-ray udgivelsen af den første sæson. Nathan Barr originale score for True Blood blev udgivet på CD af Varèse Sarabande label den 8. september 2009. det andet True Blood soundtrack blev udgivet den 25. maj 2010, og falder sammen med den tredje sæsons premiere i juni. Det tredje album blev udgivet den 6. september 2011, et par dage før sæson 4's finale.
Både Nathan Barr og Jace Everett vandt i 2009 priser fra Broadcast Music Incorporated i BMI Cable Awards kategori for henholdsvis True Bloods originale score og temasang.
Seriens enkelte episoders titler er opkaldt efter sange præsenteret i episoden, som regel hørte under rulleteksterne. Titlen der regel viser noget om de begivenheder, der vil udfolde sig i hele den givne episode. For eksempel har episode 10 af sæson 4 titlen "Burning Down the House" og rulleteksterne har en coverversion af den klassiske sang Talking Heads udført af The Used.

### Marketing
Premieren af True Blood blev indledet med en viral marketing / alternate reality game (ARG) kampagne, som er baseret på BloodCopy.com. Dette omfattede oprettelsen af flere websteder, kodning af web-adresse sendt i umærkede kuverter til høj profil blog forfattere og andre, og endda forestillinger af en "vampyr", der forsøgte at nå ud til andre af dens slags, for at drøfte den nylige opfindelse af "TrueBlood", en fiktiv drikkevare, der er præsenteret i serien. En MySpace-profil med brugernavnet "Blood" havde, den 19. juni uploadet to videoer; en med titlen "Vampire Taste Test – True Blood vs Human", og en kaldet "BloodCopy Exclusive INTERVIEW MED SAMSON The Vampire ".

## Medvirkende og figurer
True Blood beskæftiger en bred rollebesætning af består af regelmæssige, centrale figurer og en gruppe af forgængelig støtte karakterer. Selvom serien er baseret i den fiktive by Bon Temps i Louisiana, er en mærkbar række af de skuespillere, der omfatter de faste medvirkende oprindeligt er fra lande uden for USA. I et interview forklarede Ball at han ikke med vilje opsøgte "ikke-amerikansk" skuespillere, men var villig til at søge alle steder han havde brug for med henblik på "at finde den skuespiller, der fik figuren til at ånde". Ball fortsatte med at forklare, at der i castingen, var der mere fokus på, hvem der ville skildrer figuren på en overbevisende måde, snarere end hvem der ville fysisk ligne figurer fra bogen. Noterer sig, at der er en klar forskel mellem figurerne og storylines portrætteret i True Blood og dem afbildet i The Southern Vampire Mysteries, han beskrev Harris som værende meget forstående i forhold til hvordan hendes arbejde var blevet genfortolket.

### Principal medvirkende
Inden for det fiktive univers afbildet i True Blood, anerkender serien en virkelighed, af overnaturlige væsener (såsom vampyrer, telepater, og shapeshifters blandt andre) findes. To år før de begivenheder, der finder sted i løbet af serien, er vampyrerne ”komme ud af kisten" (et udtryk opfundet som et ordspil på "kommer ud af skabet"), da forsker i Japan opfinder en syntetisk form af blodet, der kaldes "Tru Blood".E-1 er de ikke længere nødt til at stole på menneske blod for at overleve, og vampyrerne er i stand til at integrere sig (eller" mainstream ") i det menneskelige samfund.E-1
Hovedfigurerne i den første sæson af True Blood bliver indført blandt forskellige plot linjer, omgiver Bon Temps baren ”Merlottes". Seriens hovedperson, Sookie Stackhouse (Anna Paquin), er en telepatisk servitrice på Merlottes.E-1 i åbningen af episoden hun redder Merlottes første vampyr kunde, Bill Compton (Stephen Moyer), da et lokalt par forsøg på at dræne ham for hans blod (vampyrblod er kendt i serien som det menneske narkotika: "V" eller "V Juice").E-1 gennem venskabet, der udvikler sig mellem Sookie og Bill, lærer seeren gradvist mere om vampyrkultur og begrænsningerne i vampyr fysiologi.
Det store plot af første sæson drejer sig om mord på flere kvinder forbundet med Sookie er ældre bror, Jason (Ryan Kwanten).E-1De myrdede kvinder omfatter seksualpartner Maudette Pickens (Danielle Sapia),E-1 on-og-off romantiskinteresse og Merlottes servitrice Dawn Green (Lynn Collins),E-3 bedstemor Adele (Lois Smith) eller blot "Gran",E-5 og kæreste Amy Burley (Lizzy Caplan).E-11 Selvom seeren altid er bevidst hans uskyld i deres død, anser detektiv Andy Bellefleur (Chris Bauer) ham som den hovedmistænkte i den undersøgelse, han udfører sammen med Sheriff Bud Dearborne (William Sanderson) for at identificere deres morder.E-1 Jasons bedste venner og kolleger, Hoyt Fortenberry (Jim Parrack) og Rene Lenier (Michael Raymond-James) støtter ham trods den uro, han møder.E-1 Rene, der er forlovet med Merlottes servitrice Arlene Fowler (Carrie Preston), E-8 bliver efterhånden afsløret som Bon Temps morder og bliver dræbt i en sidste konfrontation med Sookie.E-12
Det sekundær plot i den første sæson (der senere udvikler sig som den primære historie i anden) kredser om Sookie bedste ven Tara Thornton (Rutina Wesley).E-1 i den første episode, bliver Tara ansat som bartender på Merlottes af Shapeshifter,E-11 ejer, og Sookie beundrer Sam Merlotte (Sam Trammell)E-1 med hvem Tara senere har et kort forhold.E-3 Taras fætter Lafayette Reynolds (Nelsan Ellis) arbejder allerede som kok på Merlottes E-1 (samt flere andre job, der omfatter, prostitueret, og salg af V)E-3 sammen med Andys fætter og Irak krigsveteran, Terry (Todd Lowe).E-2 Taras historie er præget af hendes forhold til hendes alkoholiseret og voldelig mor Lettie Mae (Adina Porter)E-2 og hendes egen indre "dæmoner".E-10 i løbet af sæsonen, opnår Lettie Mae at blive ædru E-8, men Taras liv begynder at spinde ud af kontrol. Sparket ud af hendes hjem og totalskader hendes bil i en spirituskørsel ulykke,E-10 bliver hun taget ind af "socialrådgiver" Maryann Forrester (Michelle Forbes).E-11Under opholdet hos Maryann, bliver Tara introduceret til "Eggs" Benedict Talley (Mehcad Brooks), som hun er tiltrukket af.
Den endelige plotline af den første sæson drejer sig om elementer fra vampyr samfundet, Sookie og Bill forhold er indført. Mens hun prøvede at bevise sin brors uskyld i Maudette og Dawns mord, Bill tager hende til vampyr-baren "Fangtasia” for at efterforske. Der bliver Sookie introduceret for Fangtasia ejer og vampyr sherif af "Area 5" i Louisiana: Eric Northman (Alexander Skarsgård).E-4 Eric er umiddelbart interesseret i at Sookie og hendes sære evner, men hans ”afkom” og assistent Pam (Kristin Bauer) er mindre interesseret.E-4 Eric ansætter Sookie til at finde en tyv i sin bar, men gerningsmanden (en vampyr) forsøger at dræbe Sookie, da hun afslører hans identitet. Bill dræber tyven for at redde hende, men har begået en alvorlig forbrydelse i at dræbe en anden vampyr.E-8 Bill bliver dømt for sin forbrydelse, hans straf er at forvandle sytten årige Jessica Hamby (Deborah Ann Woll) til en vampyr for at erstatte den, han har dræbt.E-10
Selvom mennesker tiltrukket af vampyrer (omtalt som "Fangbangers") strømmer til Fangtasia, er alle mennesker ikke accepterende over for tanken om, at vampyrerne skal have rettigheder svarende til dem, de dødelige af True Bloods univers har. I løbet af første sæson, er en af de måder, hvorpå anti-vampyr følelser kommer til udtryk gennem regelmæssige tv-optrædener af "Fellowship of the Sun",E-2 en Dallas-baseret kirke, som bliver drevet af pastor Steve Newlin (Michael McMillian)E-3 efter hans far og familie er blevet dræbt i et mærkeligt "uheld",E-2
I løbet af anden sæson af True Blood, er indflydelsen fra Maryann Forrester og konflikten mellem vampyrer og mennesker udvidet. De fleste af skuespillerne fra den første sæson vender tilbage, og flere nye hovedpersoner introduceres. Den samme stil af indbyrdes forbundne fortællinger, der anvendes i den første sæson gentages, med plottet der fokuserer på Maryann Forrester som bliver afsløret som en mænadeE-19 med magt til at påvirke mennesker.E-15 Hun starter med at manipulere Tara og Eggs for at opnå sit mærkelige mål,E-20 men i sidste ende er hun i stand til at styre næsten hele befolkningen i Bon Temps.E-22
Mens Maryann begynder at opbygge hendes greb om Bon Temps, bliver Sookie rekrutteret af EriceE-15 til at undersøge forsvinden af sin 2000-årige skaber og sheriffen af området 9 i Texas:. Godric (Allan Hyde).E-17 Mens Sookie er fraværende fra Bon Temps, hyrer Sam Daphne Landry (Ashley Jones) til at slutte sig til Merlottes personale.E-13 Daphne begynder en romance med Sam, og hun bliver,E-16 afsløret, som værende en shapeshifter,E-17 og senere bliver det afsløret at hun arbejder for Maryann.E-18 Jason forlader også Bon Temps og rejser til Dallas for at slutte sig til Fellowship of the Sun,E-14 som pastor Newlin har styret i en ny militant retning på trods af protester fra hans kone Sarah (Anna Camp).E-13 det bliver opdaget at Godric er fanget af Fellowship,E-17 og en af Godric løjtnanter, Isabel Beaumont (Valerie Cruz),E-17 sender hendes menneskelig kæreste Hugo (Christopher Gartin)E-18 for at hjælpe Sookie med at infiltrere kirken. Selvom Eric primære interesse i Dallas er at finde Godric, forsøger han også at placere sig mellem Sookie og Bill. For at opnå dette, får han hjælp af Bills skaber Lorena (Mariana Klaveno);E-17 som foretager et mere fremtrædende bidrag til castet efter en kort introduktion i den første season.E-5 i næstsidste episode af anden sæson, da konflikten i Texas er afsluttet bliver vampyr dronning Louisiana Sophie-Anne Leclerq (Evan Rachel Wood) introduceret.E-23 Både Bill og Eric besøge hende i et forsøg på at finde ud af hvordan man kan besejre Maryann.E-23
Med sæson tre kom tilføjelsen af Sams lillebror Tommy Mickens (Marshall Allman), varulv Alcide Herveaux (Joe Manganiello), Wiccan servitrice Holly Cleary (Lauren Bowles), sygeplejerske og Brujo Jesús Velasquez (Kevin Alejandro), og 3000-årige vampyr Russell Edgington (Denis O'Hare). Alle disse figurer vender tilbage for fjerde sæson, med undtagelse af Edgington, som vil vende tilbage i sæson fem.
Deadline rapporterede, at i sæson 4, vil Jessica Tuck (Nan Flanagan) og Janina Gavankar (Luna) bliver en blivende del af castet. Alex Breckenridge (Kate) og Vedette Lim (Naomi) vil være tilbagevendende skuespillerinder.

## Serie oversigt
Takket være en japansk forskers opfindelse af syntetisk blod, er vampyrer gået fra at være legendariske monstre til nu at være medborgere i samfundet – meget pludseligt. Og hvor mennesker nu tilsyneladende er blevet fjernet fra vampyrmenuen, er mange stadig tilbageholdne over for disse væsener. Religiøse ledere og embedsmænd rundt om i verden har valgt side, men i den lille by Bon Temps i sydstaten Louisiana, er intet besluttet endnu med hensyn til hvad man gør med disse vampyrer.
Sookie Stackhouse (Anna Paquin) er en telepath og servitrice på Merlotte's i den lille by Bon Temps, der ejes af Sam Merlotte (Sam Trammell), en Shapeshifter – selvom denne hemmelighed holdes skjult. En nat, møder Sookie Bill Compton (Stephen Moyer), en smuk 173-årig vampyr, der er vendt tilbage til Bon Temps efter hans sidste slægtning er død. Da hun ikke kan høre hans tanker,finder hun det let at være i hans selskab, og i løbet af den første sæson, bliver de to romantisk involveret.
Efterhånden bliver Sookie rodet ind i en masse mysterier, som omhandler Bill og hans ankomst i Bon Temps, hvilket gør at tolerancen bliver sat på prøve. .

### Sæson 1: 2008
Den første sæson omhandler mordene på nogle unge kvinder i byen Bon Temps. Den mistænkte er Jason (Ryan Kwanten) , Sookies bror. Maudette Pickens og Dawn Green der begge blevet kvalt kort tid efter at have været alene med Jason.
I første omgang overvejer Sookie, om Jason virkelig kan være skyldig, men bliver derefter enig med sig selv, at det ikke kan være muligt; hvilket får hendes bedstemor til at opfordre Sookie til at bruge sine telepatiske evner for at prøve at løse mysteriet. Efterhånden som Sookie "hører" hvad der sker, bliver hendes bedstemor også myrdet. Hendes chef Sam opfører sig mistænkeligt. Hendes bror har udviklet en afhængighed til V-blod (vampyrblod) og Bill, hendes vampyrelsker, er også en mulig mistænkt. Som tiden går, og Sookie undersøger mordene, står hun over for at skulle vælge imellem at elske Bill, vampyren, og hendes chef Sam. Hun finder også ud af, at Sam er en shapeshifter, som kan lave sig om til en hund.
I slutningen af sæsonen er det afsløret, at Arlene Fowlers forlovede, Rene Lenier, faktisk er en mand ved navn Drew Marshall, som har skabt en falsk identitet, komplet med Cajunaccent. Han har dræbet kvinder, som han havde mistænkt for at have sex med vampyrer, "fang-bangers". Sookie finder ud af dette efter at være blevet kørt hjem af Rene, morderen. Der er der en scene, hvor Sam laver sig om til en hund og overfalder Rene, og Bill, vampyren, går ud i dagslys for at redde Sookie, selvom han næsten brænder sig til døde. Begge disse anstrengelser slår fejl og Sookie dræber Rene med en spade, der er efterladt på kirkegården.
Den første sæson fokuserer også Sookies forhold til Bill og Sams forhold til Sookies veninde Tara. Bill forklarer reglerne for at være en vampyr for Sookie, og efter at have dræbt en vampyr for at forsvare hende, bliver han tvunget til at "omvende" en ung pige ved navn Jessica til en vampyr som straf. I den sidste episode af sæsonen, er Jessica under Bills opsyn. Sæsonen slutter med opdagelsen af et blodig lig i detektiv Andy Bellefleurs bil på Merlottes parkeringsplads.

### Sæson 2: 2009
Sæson 2 fokuserer på to vigtige plots. Den første plotlinje handler om at, den 2.000-årige vampyr sheriffen fra området 9, Godric (Allan Hyde) forsvinder, hvor efter Eric (Alexander Skarsgård) hverver Sookie og Bill til at hjælp med at finde den gamle vampyr i Dallas. Deres veje krydser Jasons mens han forsøger at finde mening i sit liv med Fellowship of the Sun, en kirke dedikeret til anti-vampyr aktiviteter.
Den anden plotlinje vedrører en Mænade navn Maryann (Michelle Forbes), som besøger Bon Temps efter Tara (Rutina Wesley) tiltrækker hendes opmærksomhed ved slutningen af den første sæson. Maryann er en ”person” fra Sams fortid, og hun kender hans sande identitet som shapeshifter. Hendes indflydelse på byen og dens indbyggere resulterer i kaos, som vokser sig mere destruktivt, som sæsonen skrider frem. I slutningen af sæsonen, frier Bill til Sookie, men bliver kidnappet af ukendte gerningsmænd, mens Sookie er på badeværelset for at overveje hans forslag.
Den anden sæson følger løst handlingen i den anden roman af The Southern Vampire Mysteries, Living Dead in Dallas. Hertil kommer det at karakter af Sophie-Anne Leclerq, der blev indført i sjette roman Definitely Dead, blev indført som en stor støtte karakter.

### Sæson 3: 2010
Den 30. juli 2009 bekræftede HBO, at True Blood ville blive forlænget med en tredje sæson, som de begyndte at skyde den 3. december 2009. Den havde premiere den 13. juni 2010, samtidig på HBO, og HBO Canada, og indeholdt 12 episoder.
Sæson tre løst følger handlingen i den tredje roman af The Southern Vampire Mysteries, Club Dead, og introducerer varulve til seriens mytologi. Den introducerer også karaktererne af Russell Edgington, Vampyrernes konge af Mississippi, og hans private investigator, Franklin Mott. Desuden bliver nogle karakterer fra den fjerde roman Dead to the World indført: Crystal Norris som Jasons kærligheds interesse, og hendes familie af werepanthers fra Hotshot, og Sookies fegudmor, Claudine. Og at Sookie er halv fe bliver også afsløret senere på sæsonen, et større plotelement fra den ottende og niende roman Dead to Worse og Dead and Gone.

### Sæson 4: 2011
Den fjerde sæson af True Blood indeholder 12 episoder. Den første med titlen "Hun er der ikke," blev sendt søndag den 26. juni 2011 i USA på HBO;. Den sluttede på søndag den 11. september, 2011. Den er løst baseret på den fjerde roman i Southern Vampire Mysteries series, Dead to the World.
En coven af hekse, ledet af Marnie, udgør en trussel mod vampyrer, da de opdager at heksene arbejder med åndemaneri. Sookie vender tilbage til Bon Temps efter et år (selv om hun kun var væk for kun et par minutter i feland) for at finde Bill, som den nye konge af Louisiana og at hendes bror og venner havde opgivet hende. Efterhånden som serien skrider frem, besætter en magtfuld necromancer fra det 16. århundrede, Antonia, har kroppen af Marnie for at tage hævn over alle vampyrer. Antonia indser i sidste ende at de forseelser, hun har påført uskyldige mennesker og beslutter at stoppe. Men Marnie er afhængig af Antonia magt, binder hende mod hendes vilje for at erobre hendes kræfter. Underparceller omfatter Lafayette introduktion til en verden af magi og hans evner som medium, Sams familie problemer, Alcide og Debbies urolige forhold, og Jason, Hoyt og Jessica kærlighed trekant. finalen er en serie af cliffhangers, herunder den uventede ankomst af en gammel militær ven af Terry, den mulige returnering af Russell Edgington, og genopblussen af Steve Newlin.

### Sæson 5: 2012
Den 11. august 2011 annoncerede HBO at True Blood ville blive forlænget med en femte sæson af 12 episoder med premiere i sommeren 2012. 
Femte sæson følger Bill og Eric da de bliver fanget af Vampyr-autoriteten kort efter at Nan Flanagan er forsvundet. Bill og Eric dømmes næsten til døden af vogteren Roman, som styrer Vampyr-autoriteten med sit råd af vejledere. Bill og Eric afslører at Russell Edgington er i live og på fri fod efter at en ukendt vampyr har frigjort ham fra sit fangeskab støbt i beton. Med hjælp fra Sookie og Alcide finder de ud af hvor Russell befinder sig og fanger ham.
Imens lærer Terry at en forbandelse hviler over ham siden en frygtelig episode mens han var i krig i mellemøsten. Imens lærer Sookie at hendes kræfter som halv-fe er begrænsede og overvejer muligheden for at leve et almindeligt liv som menneske. Jason opdager at hans forældre blev myrdet af en vampyr og sværger at finde ud af hvem det var. Lafayette forsøger at håndtere de kræfter, han har fået af sin tidligere partner, Jesus.
Russell, sammen med Salome og Erics vampyrsøster Nora, forsøger at omdefinere Vampyr-autoritetens syn på mennesker, da Russell mener at de bør ses som mad, ligesom Lilith i Vampyr-bibelen ville det. Sæsonen afslutter ved at Bill drikker Liliths blod foran Sookie og Eric. Han begynder at gå i opløsning og dør endeligt. Kort efter kommer en helt rød, nøgen Bill op af blodet som en reinkarnering af Lilith. Eric overraskes og råber til Sookie at hun skal løbe sin vej.